# 2883 Barabashov
2883 Barabashov è un asteroide della fascia principale. Scoperto nel 1978, presenta un'orbita caratterizzata da un semiasse maggiore pari a 2,2453919 UA e da un'eccentricità di 0,0821685, inclinata di 1,41043° rispetto all'eclittica.